# Alfred K. Treml
Alfred K. Treml (* 25. September 1944 in Rommelsbach; † 2. September 2014 am Matterhorn) war ein deutscher Erziehungswissenschaftler und Hochschullehrer an der Bundeswehr-Universität Hamburg. Er gilt als Pionier der Entwicklungspädagogik oder Evolutionären Pädagogik, die einen Zusammenhang zwischen der Evolution und der Pädagogikentwicklung sieht.

## Leben
Nach der Hauptschule machte er eine Lehre zum Einzelhandelskaufmann und fuhr als Matrose zur See. Eine Begabtenprüfung ermöglichte ihm ein Lehramtsstudium an der Pädagogischen Hochschule Reutlingen. Parallel zum Beruf studierte er Diplompädagogik an der Universität Tübingen. Er promovierte 1978 bei Karl-Ernst Nipkow mit einer Arbeit zur „Logik der Lernzielbegründung: Umrisse einer Theorie der Legitimation pädagogischer Normen“ an der Universität Tübingen und habilitierte sich ebendort 1982 mit einer „Theorie struktureller Erziehung: Grundlagen einer pädagogischen Sozialisationstheorie“. Er begründete den Arbeitskreis Dritte Welt Reutlingen mit (heute Arbeitskreis Eine Welt Reutlingen) und eine entwicklungspädagogische Bibliothek, aus der das Entwicklungspolitische Informationszentrum (EPiZ) Reutlingen hervorging. 1978 begründete er die „ZEP – Zeitschrift für internationale Bildungsforschung und Entwicklungspädagogik“, die er bis 1998 als Schriftleiter herausgab. Nach Jobben und Arbeitslosigkeit sowie der Gründung eines ökologischen Selbstversorgerhauses erhielt er 1989 einen Ruf an die Universität der Bundeswehr Hamburg auf eine C4-Professur für „Allgemeine  Pädagogik unter Berücksichtigung ihrer systematischen und philosophischen Grundlagen“. Dort hat er bis zu seiner Pensionierung 2009 gewirkt. Er übernahm von Hartmut Heller die Leitung der auf Otto Koenig zurückgehenden Matreier Gespräche zur Kulturethologie und starb vor der Tagung 2014 beim Aufstieg auf das Matterhorn.
1987 publizierte er eine „Einführung in die Allgemeine Pädagogik“ auf system- und evolutionstheoretischer Basis, 2004 folgte eine „Evolutionäre Pädagogik“. Diesem systemtheoretischen Blick auf Bildung und Erziehung fügte er eine Theorie pädagogischer Klassiker (1997/1999) und eine Ideengeschichte der Pädagogik (2005) hinzu. Besonders lag ihm die neue Ethnopädagogik am Herzen.

## Schriften
- Pädagogik-Handbuch Dritte Welt, 1982
- mit Klaus E. Müller (Hg.): Ethnopädagogik. Sozialisation und Erziehung in traditionellen Gesellschaften. Eine Einführung, Reimer, Berlin 1996 ISBN 978-3496025900
- mit Klaus E. Müller (Hg.): Wie man zum Wilden wird. Ethnopädagogische Quellentexte aus vier Jahrhunderten (Ethnologische Paperbacks), Reimer, Berlin 2001 ISBN 978-3496027188
- Ethik macht Schule! Moralische Kommunikation in Schule und Unterricht, 2001
- Evolutionäre Pädagogik: Eine Einführung, Urban, Stuttgart 2004 ISBN 978-3170172760
- Pädagogische Ideengeschichte: Ein Überblick, Urban, Stuttgart 2005 ISBN 978-3170172777
- Philosophische Pädagogik: Die theoretischen Grundlagen der Erziehungswissenschaft, Urban, Stuttgart 2010 ISBN 978-3170207288

## Einzelbelege
1. ↑  Gedenkseite von Alfred Treml. Abgerufen am 30. Juli 2020.
2. ↑  Historischer Rückblick - EPiZ - Entwicklungspädagogische Informationszentrum. Archiviert vom Original am 27. September 2020; abgerufen am 30. Juli 2020.
3. ↑  Oliver Bender, Sigrun Kanitscheider, Alfred K. Treml: 40 Jahre Matreier Gespräche: Kulturethologische Texte zu Ritualen, Feiern und Symbolen. BoD – Books on Demand, 2015, ISBN 978-3-7392-0352-2 (google.de [abgerufen am 30. Juli 2020]).

| Personendaten    | Personendaten                                                                                 |
| ---------------- | --------------------------------------------------------------------------------------------- |
| NAME             | Treml, Alfred K.                                                                              |
| KURZBESCHREIBUNG | deutscher Erziehungswissenschaftler und Hochschullehrer an der Bundeswehr-Universität Hamburg |
| GEBURTSDATUM     | 25. September 1944                                                                            |
| GEBURTSORT       | Rommelsbach                                                                                   |
| STERBEDATUM      | 2. September 2014                                                                             |
| STERBEORT        | Matterhorn                                                                                    |